# كيمبرلي بوس
كيمبرلي بوس (بالهولندية: Kimberley Bos)‏ هي متزلجة تزلج صدري هولندية، ولدت في 7 أكتوبر 1993 في إيده في هولندا.

## وصلات خارجية
- الموقع الرسمي
- كيمبرلي بوس على موقع IBSF (الإنجليزية)
- كيمبرلي بوس على موقع اللجنة الأولمبية الدولية (الإنجليزية)
- كيمبرلي بوس على موقع أوليمبيديا (الإنجليزية)
- كيمبرلي بوس على موقع تيم أن.أل (الهولندية)